# Ferdinand von Hamelberg
Georg Heinrich Ferdinand Sigismund von Hamelberg (Minden, 1798. augusztus 3. – Bocholt, 1870. március 1.) a spanyol hadsereg ezredese, német közigazgatási hivatalnok a porosz Vesztfália tartományban és politikus.

## Élete
Von Hamelberg Johann Ernst von Hamelberg és felesége, Melosine Sophie von der Lüde fiaként született, és a Haus Heidefeldben nőtt fel Sporkban (ma Bocholt városrésze). A cellei Lyceumban elvégzett tanulmányai után 1813-ban önkéntesként jelentkezett gróf Ludwig von Wallmoden hadtestébe, majd 1821 és 1823 között a 7. porosz ulánusezred hadnagyaként szolgált. III. Frigyes Vilmos porosz király engedélyével. Pályafutása érdekében spanyol katonai szolgálatra váltott. Mivel VII. Ferdinánd spanyol király 1834-es halála után minden külföldit  honosítani kellett volna, Ferdinand Freiherr von Hamelberg báró ezredesi ranggal távozott.

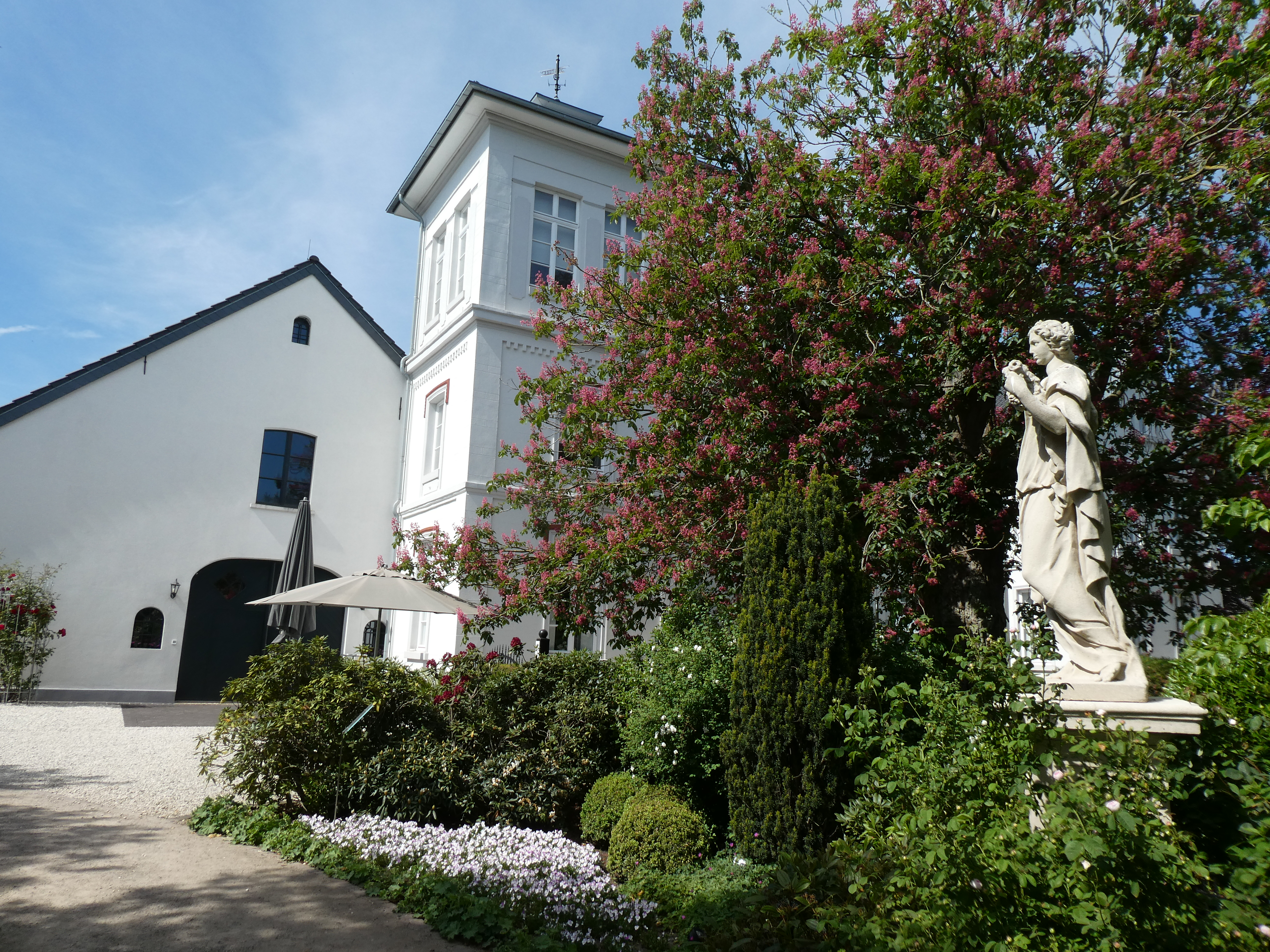
Gut Heidefeld, Spork

1835-től gondozta a Bocholt melletti Sporkban található Haus Heidefeld birtokot, amely 1811 és 1813 között épült, és amelyet 1834-ben örökölt nagybátyjától, Friedrich Wilhelm von Hamelberg alezredestől és földművestől (1749–1834), aki gyermektelenül halt meg. 1836-tól a borkeni járás tanácsában vett részt a közéletben. 1845. március 5-én személyes bárói rangra emelték. 1848. február 28-án a kerületi tanács 14 szavazatából 6 őt választotta meg első jelöltnek a járási adminisztrátori tisztségre, számos kerületi tanácstag tiltakozása közepette. 1848. június 8-án IV. Frigyes Vilmos porosz király kinevezte. A sporki rezidenciától való jelentős távolság miatt von Hamelberg megpróbálta áthelyezni a járási adminisztrációt a borkeni Brinkstrasse-i Moll-házból Bocholtba. Ezt Borken város ellenállása ellenére 1856-ban hivatali idejére hagyták jóvá azzal a feltétellel, hogy továbbra is Borkenbe hívja össze a járási tanácsokat, és 14 naponta tartson ott tanácskozási napot. Különösen az utak építésének szentelte magát. Hivatali ideje alatt (1848–1870) elkészültek az útvonalak Werthből Coesfeld felé Bocholton, Borkenen és Velenen (ma a 67-es országút), Gemenből Weseken keresztül Ahaus felé és Holtwickből Hollandia felé.
Von Hamelberg 1816 december 22-én feleségül vette Philippine de Cocq van (von) Haeften (1794–1881) bárónőt. A házasság eredményeként megszületett fiuk, Friedrich Wilhelm (1821–1884, gyermektelen), aki január 31-én halt meg. 1867 júliusában feleségül vette Bertha Freiin von Podewils-t .

## Rendek és kitüntetések
- Vörös Sas-rend III. Osztály
- Aranysarkantyú-rend
- Francia Liliom Rend
- A Holland Oroszlán Lovagkeresztje

## Fordítás
- Ez a szócikk részben vagy egészben  a   Ferdinand von Hamelberg című német Wikipédia-szócikk ezen változatának fordításán alapul.  Az eredeti cikk szerkesztőit annak laptörténete sorolja fel. Ez a jelzés csupán a megfogalmazás eredetét és a szerzői jogokat jelzi, nem szolgál a cikkben szereplő információk forrásmegjelöléseként.